# Maxon Computer
Maxon Computer GmbH fue fundada en 1986 por su actual CEOs Harald Egel, Harald Schneider y Uwe Bärtels. La oficina central de la compañía se encuentra en Friedrichsdorf, Alemania, justo al norte de Frankfurt.
En 1998 MAXON abrió su filial en Estados Unidos, MAXON Inc., en California, a la que se añadió su filial en el Reino Unido, MAXON Ltd., en 2001. Los productos MAXON son vendidos a través de 40 distribuidores en más de 70 países de todo el mundo.
A principios del 2000 la compañía alemana con sede central en Munich, Nemetschek AG  adquirió el 70% de MAXON. El 30% restante permaneció como propiedad de los miembros fundadores.
MAXON Computer se ha posicionado como uno de los desarrolladores líderes de software para la creación de gráficos 3D. MAXON comenzó como una editorial de revistas sobre computadoras y como desarrolladora de software y hardware. Con el paso de los años, MAXON se enfocó exclusivamente en el desarrollo de paquetes de software 3D para la creación de gráficos.
La línea de productos de MAXON está centrada en su aplicación principal Cinema 4d, un paquete de animación para medios de comunicación, y BodyPaint 3D, su paquete de pintado 3D. Estas aplicaciones se caracterizan por su velocidad, fiabilidad y avanzada tecnología compitiendo con programas como Autodesk Maya, 3ds Max y Autocad de Autodesk.[cita requerida]
MAXON Computer trabaja en colaboración con un gran número de fabricantes de hardware, para adaptar su software a las nuevas tecnologías. Entre los clientes de  MAXON están incluidos BMW, Henkel, mobilcom, Siemens AG, Sony Pictures Animation entre otros.[cita requerida]